# Viasa
Viasa es un escritor legendario de la antigüedad hinduista, cuyo nombre verdadero es Krishna-Dwaipayana.
Es el cuarto miembro del rishi parampara (sucesión de gurús y discípulos) de la escuela Advaita, en la que Shankará Acharia (788-820) es la figura principal.
Se le llama también Veda Vyasa (‘divisor del [Rig] Veda’) para explicar por qué más del 90 % del texto tanto del Sama-veda como del Iáyur-veda son copiados del Rig-veda: Viasa habría ‘dividido’ o reorganizado el Rig-veda (que afirma haber sido escrito por 10 poetas religiosos, a los que menciona por nombre) en aquellos otros dos textos, para facilitar su comprensión o para facilitar el recuerdo de sus mantras.
El texto épico Majabhárata (siglo III a. C.) afirma haber sido escrito por Viasa.
Tradicionalmente también se considera que Viasa fue autor de todos los textos anónimos de la India, como 
los más de cien Upanishads (compuestos desde el siglo VI a. C.,
los más de veinte Puranas (escritos desde el siglo II d. C.), incluido el más moderno, el Bhagavata-purana (escrito en el siglo XII d. C.) y también
el Yoga-vasishta (escrito después del siglo XII d. C.).

## Nombre
- vyāsa, en el sistema AITS (alfabeto internacional para la transliteración del sánscrito).
- व्यास, en escritura devanagari del sánscrito.
- Pronunciación: /viása/.[3]
- Etimología:[3]
  - separación, división, corte; según el Sarva-darsana-samgraja.[3]
  - extensión, difusión, prolijidad, cuenta detallada (viasatás: en detalle, en su extensión, completamente); según el Majabhárata (siglo III a. C.), Súsruta (siglo III d. C.) y el Bhagavata-purana (siglo XII d. C.)[3]
  - anchura, extensión, el diámetro de un círculo; según el Brijat-samjitá de Varaja Mijira, y el Shulba-sutra.[3]
  - distribuir, disociar, desensamblar (nombre del pada-pāṭha o ‘texto disociado’); según el Átharva-veda-prātiśākhya.[3]
  - recopilador, compilador, arreglista (este es el nombre que se le adjudicó al escritor Viasa, por haber ordenado el texto del Rig-veda (el texto más antiguo de la India, de mediados del II milenio a. C.) en los otros dos Vedas más modernos (el Sama-veda y el Iáyur-veda).[3][4]
  - un brahmán que recita o expone los Puranas en público. Sinónimo: pāṭhaka-brāhmaṇa.[3]
  - un arco que pesa un tulā (4,56 o 7,26 kg);[5] según lexicógrafos (tales como Amara Simja, Jalaiuda, Jema Chandra, etc.), citados en el Sanskrit-English Dictionary del británico Monier Monier-Williams (1819-1899).</ref>

## Datación

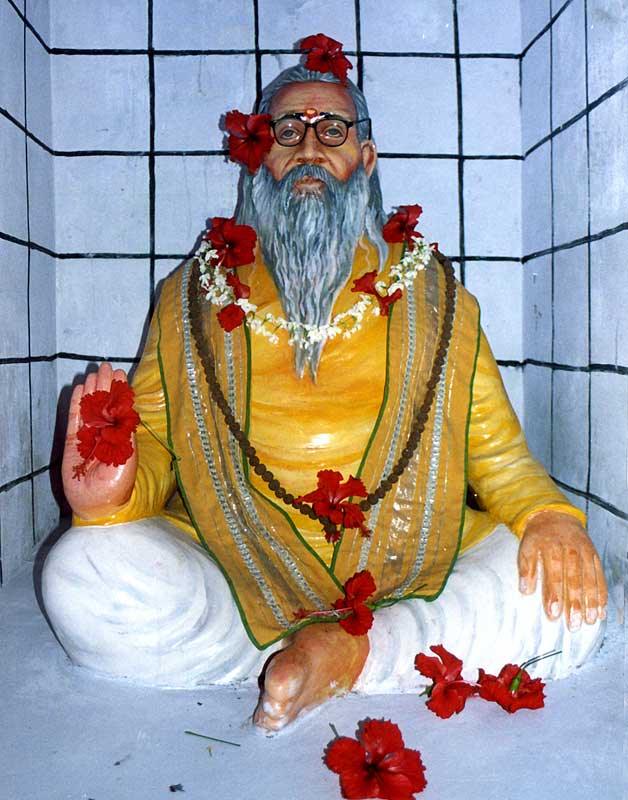
Estatua de Srila Viasadeva en Naimisha-arania.

En el Rig-veda (el texto más antiguo de la India, del siglo XV a. C.) no se menciona a ningún Vyasa.
Su primera mención, como «Kanja Dipaiana» (la versión pāli del nombre Krisna Duaipaiana), aparece en dos cuentos yataka budistas: el Kanja-dipaiana-yataka y el Ghata yataka (ambos del siglo IV a. C.).
Si Viasa efectivamente creó los otros dos Vedas más modernos, habría vivido entre el siglo X y el siglo IV a. C.
Si escribió el Majabhárata habría vivido en el siglo III a. C.
Si escribió los Puranas habría vivido después del período gupta (siglo III d. C.).

## Leyenda
En el texto épico Majabhárata (atribuido al propio Viasa), se menciona la leyenda de su nacimiento.
Satiávati era la hija virgen de un barquero, que vivía en el poblado Kalpi, en el distrito Jalaun de la provincia Uttar Pradesh de la India. Un día el sabio errante Parashará (nieto de Vásishtha) le pidió a Satiávati que lo cruzara al otro lado del río. En medio del río, el sabio se sintió atraído hacia la niña y le propuso tener relaciones sexuales. Ella se negó, porque sabía que el sabio no se quedaría a vivir con ella y, al perder su virginidad, no se podría casar. El poderoso místico le prometió que, después de tener su hijo, ella seguiría siendo virgen. De todos modos ella se siguió negando, aduciendo que ―según las escrituras sagradas hinduistas―, un bote era un lugar pecaminoso para concebir un hijo. Entonces el sabio creó una isla en el medio del río Iamuna. La niña todavía se negó una vez más, ya que estaban a la vista de las personas presentes en ambas riberas del río. Entonces el sabio generó una densa niebla. Satiávati aceptó, y concibió un niño en su vientre. Inmediatamente parió a su hijo en la isla.
El niño tenía la piel oscura, por lo que lo llamó Krisná (el cual era un nombre común, y no referido al dios Krisná, que no era conocido ya que nacería unos años más tarde). Como nació en una isla (en sánscrito duipa), lo llamó Duaipaiana (‘nacido en una isla’).
También sería conocido como Satiávati Suta, Satiávata y Satiávateia (que significan ‘hijo de Satiávati‘). Apenas nació, el bebé se convirtió en adulto y abandonó la isla por sus propios medios, adoptando la vida de un asceta. Se convirtió en uno de los majarshis (grandes rishis o sabios).
Seguidamente fue padre de los príncipes Dritárastra (que nació ciego) y Pandú (‘palidísimo’) ―tenidos respectivamente con Ambika y Ambalika (las dos esposas del rey Vichitra Viria, hijo de Satiávati y medio hermano de Viasa)― y de un tercer hijo, el sabio Vidura, concebido esa misma noche con la esclava de las dos reinas.
Viasa fue el abuelo de los líderes de las dos facciones beligerantes de la batalla de Kuruksetra (relatada en el Majabhárata): los Pándavas (hijos de su hijo Pandú) y los Kurus (hijos de su hijo Dritárastra). A lo largo de la historia, realizó apariciones ocasionales, cumpliendo el papel de guía espiritual de sus jóvenes nietos.
Durante la batalla, que duraría 18 días, Viasa le otorgó a Sañyaiá (un sabio en la corte del rey ciego Dritárastra) un poder místico que le permitía ver lo que ocurría en el campo de batalla (100 km al norte de Delhi), de manera de poder contarle a su soberano, procupado por los acontecimientos entre sus hijos y sus sobrinos Pándavas.
Según el Majabhárata, Viasa habría vivido al final de la tercera era (duapara-iugá, que había durado un total de 864 000 años) y comienzos de la cuarta era, la actual (kali-iugá, que durará 432 000) en el norte de la India.
La mayoría de los hinduistas creen que esa época sucedió alrededor del 3102 a. C.
En los Puranas, especialmente el Visnú-purana y el Bhagavata-purana, es considerado un avatar secundario de Visnú (el “avatar escritor”).
En el Majabhárata se le considera uno de los siete chiran-yivin (como Jánuman), seres que viven muchos años o que son inmortales.

### Muerte de Viasa
Vyāsa aparece con el nombre Kanja Dipaiana (la versión pāli del nombre Krisna Duaipaiana) en dos cuentos yataka (jataka): en el Kanja-dipaiana-yataka, Viasa aparece como el bodhisattva y no tiene ninguna relación con sus leyendas de los textos hinduistas. En cambio, en el Ghata-yataka, el papel de Viasa tiene paralelo con un importante evento contado en el Majabhárata:

Los vrisnis, queriendo probar los poderes de clarividencia de Kanja Dipaiana, le jugaron una broma práctica. Ataron una almohada al vientre de un joven, lo vistieron de mujer y lo presentaron ante el asceta y le preguntaron cuándo nacería el bebé. El asceta respondió que al séptimo día la persona ante él pariría un mazo de acacia que destruiría la raza de Vasudeva [Krisná]. Los jóvenes cayeron sobre él y lo mataron, pero su profecía se volvió cierta.
Ghata yataka (siglo IV a. C.)

Un siglo después, el Majabhárata modifica la leyenda, debido a que consideraba sagrados a los vrisnis (como hijos del dios Krisna):

Un día, los héroes Vrisni [...] vieron a Vishwámitra, Kanwa y Nārada llegar a la ciudad de Dwaraka. Afligidos por la vara del castigo que tienen las divinidades,, esos héroes causaron que Samba se disfrazara de mujer, se acercaron a los ascetas y dijeron: “Esta es la esposa de Vabhru, de inconmensurable energía, quien desea tener un hijo varón. Ustedes, rishis, ¿saben con certeza qué es lo que va a parir?”. Los ascetas a quienes se intentaba engañar, dijeron: “Este heredero de Vasudeva [Krisná], de nombre Samba, parirá una terrible maza de hierro para la destrucción de los vrisnis y los andhakas.
Majabhárata (siglo III a. C.), «Mausala-parva» (el ‘capítulo de la maza’, capítulo 16)

El único libro no religioso donde Viasa tiene una interesante mención es el Artha-sastra de Chanakia Pandit. En el capítulo 6 dice:

Quienquiera que tiene carácter reverso, que no tiene sus órganos de los sentidos bajo control, pronto perecerá, aunque tenga toda la Tierra atada por sus cuatro esquinas. Por ejemplo, Bhoja ―conocido también por el nombre de Dándakia― hizo un intento lacivo contra una dama brāhmana y pereció junto con su reino y sus descendientes; también le pasó a Karala, el Vaideja [...] Vatapi, influenciado por el entusiasmo, intentó atacar a Agastia, y también el clan de los vrisnis en su intento contra Duaipaiana [Viasa].
Chanakia Pandit

Esta referencia podría coincidir con la leyenda budista (que se cree anterior), y ha llevado a varios autores británicos a suponer que en las versiones más antiguas Viasa moría en este ataque, aunque el Artha-shastra solo cuenta que Viasa fue atacado y sus atacantes resultaron destruidos
El Bhagavata-purana narra la leyenda de manera parecida:

Los sabios fueron a la casa de Iadudeva (el dios de los Iadus) en Pindaraka. Visva-Mitra Asita, Kanua, Durvasa, Bhrigu, Anguiras, Kashiapa, Vamádeva, Atri, Vasishta, Nárada y otros. Burlándose de ellos, se acercaron los jóvenes hijos de los Iadus, a los pies de los sabios preguntaron (no humildes pero como humildes), vestido con ropa de mujer, Samba (el hijo de Krisná con Yambavati): «Ella les pregunta, vipras, embarazada, con ojos negros pregunta avergonzada, ella misma digan ustedes que tienen la visión nunca confundida, ella está por dar a luz, quiere tener un varón, ¿qué realmente (niño o niña) nacerá?». Así ridiculizados, los munis les dijeron iracundos: «Ella dará a luz, estúpidos, un mazo que destruirá a toda la dinastía».
Bhagavata-purana (siglo XI d. C.), libro 11

En la literatura de la India es común que los sabios tuvieran muertes violentas: por ejemplo, 
el sabio Yaimini fue aplastado por elefantes, el sabio Gótama fue comido por caníbales (raksasas), y el sabio Parashara fue comido por lobos en un bosque (sus discípulos pudieron correr, pero él era cojo debido a un ataque de chatrías [‘guerreros’]).

## Obras

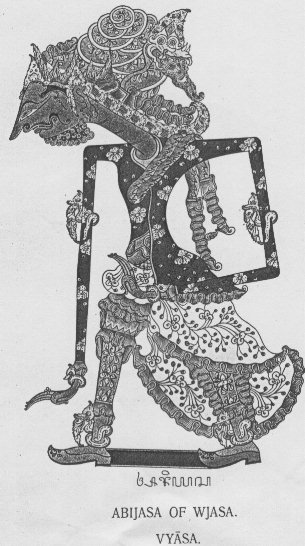
Imagen del sabio Viasa (personajes del teatro de sombras javanés).

Según la mitología hinduista, Viasa puso por escrito el conocimiento védico completo ―que hasta ese momento solo se transmitía por vía oral, de maestro a discípulo― en previsión de la llegada de la era de Kali (que según la cronología hinduista, comenzó el 14 de enero de 3102 a. C.). En la era de Kali, los seres humanos no tendrían memoria para recordar tanto texto.
Recibió el nombre de Viasa o Viasadeva (en sánscrito ‘divisor’ o editor) debido a que reordenó (vi-asa) el Rig-veda original ―que, según el propio texto, fue compuesto por Anguiras, Kanwa, Vásishtha, Vishwamitra, Atri, Bhrigu, Kashiapa, Gritsamada y Agastia―, en otros dos textos: el Sama-veda y el Iáyur-veda. Los hinduistas creen que también escribió
los 108 Upánishads (que se compusieron a lo largo de siglos desde el V a. C.), el Majabhárata (del siglo III a. C.) y los 18 Puranas (que se compusieron a lo largo de siglos desde el III d. C.).
De todos modos ―debido a las diferencias de estilo y hasta del tipo de idioma sánscrito― es bastante notorio que los textos son obra de distintos autores, en épocas muy variadas.

### Leyenda de la escritura del «Majabhárata»
En el Majabhárata se cuenta la manera en que este poema fue compuesto: Viasa le pidió al hombre elefante Ganesh (hijo del dios Shivá) que escribiera el poema bajo su dictado. Ganesha impuso la condición de que si Viasa detenía la recitación, él no volvería a escribir. Entonces el sabio Viasa le impuso a Ganesha que antes de transcribir un verso tendría que entenderlo perfectamente. Esta historia explicaría la diferencia de estilo (complicado y recargado) del sánscrito en el que fue escrito el poema épico.

### Los Puranas
Además del texto épico, también se le considera el autor de los 18 principales Puranas (si no de todos). Su hijo menor Śukadeva Goswāmī es el narrador del importante Bhagavata-purana.
Algunos autores creen que solo tuvo relación con la composición de uno de ellos, el Bhagavata-purana (posiblemente del siglo XI d. C.), el más largo de los Puranas. Trata acerca de la vida de Krisná, quien fue contemporáneo de Viasa. El sabio Viasa se sintió muy influenciado por la personalidad de Vasudev Krisná, quien era similar a él en varios aspectos. Ambos nacieron de familias de clase media, de bajo estatus social: Vasudeva Krisná entre los Iádavas, que cuidaban ganado (y más tarde subió a la categoría de chatría al matar al rey Kamsa) y Veda Viasa nació entre la comunidad de pescadores.
Ambos tenían piel oscura (por lo que ambos eran llamados Krisná (‘oscuro’). Ambos estaban muy bien versados en las creencias y costumbres védicas. Y aunque Krisná era un guerrero, un excelente auriga y un político, internamente era un sabio y un maestro. Su manera de pensar y hablar atrajo a Viasa y lo inspiró a escribir la historia de Krisná. La agregó como suplemento del Majabhárata con el nombre de Jari-vamsa y luego la amplió (y contó muchos detalles más íntimos) como el Bhagavata-purana.

## Autor del «Vedanta sutra»
El Brahma-sutra se atribuye a un tal Badaraiana, lo que lo convierte en el creador de la doctrina principal del hinduismo, el vedanta. Como la isla creada por su padre estaba cubierta por árboles de badara (jojoba india), a Viasa se lo conocía como Badaraiana. Aunque tradicionalmente se considera que Viasa es el Badaraiana que escribió los sūtras, algunos historiadores piensan que fueron dos personalidades distintas, en siglos diferentes.

## Autor del «Yoga bhashia»
El Yoga-bhashia es un comentario sobre los Yoga-sutras de Patanyali (siglo III a. C.). Este trabajo también se le atribuye a Viasa, lo cual sería imposible ―si no se considera la inmortalidad del santo― debido a que es un texto muy posterior.